# Francisco Largo Caballero
Francisco Largo Caballero (Madrid, 15 de outubro de 1869 — Paris, 23 de março de 1946) foi um político da Espanha. Ocupou o lugar de presidente do governo de Espanha de 1936 a 1937.

## Activismo inicial
Estucador de profissão, Largo Caballero participou na primeira greve de operários da construção em 1890. Filiou-se  no PSOE em 1894.
Participou no Comité que organizou a greve geral revolucionária de 1917 e, após o fracasso dela, foi condenado a prisão perpétua e internado na cadeia de Cartagena. Mas o seu encarceramento não durou muito já que foi posto em liberdade ao ser eleito deputado nas eleições celebradas no ano seguinte.
Com a morte de Pablo Iglesias Posse, fundador do partido socialista, em 1925, suceder-lhe-ia juntamente com Julián Besteiro, à frente do seu sindicato, a UGT. Foi vice-presidente (1908–1918) e secretário geral (1918–1938) dessa central sindical socialista.

### Na Ditadura de Primo de Rivera
Moderado no princípio da sua vida política, foi partidário de manter uma certa colaboração da UGT com  a ditadura de Primo de Rivera, o que permitiu que o sindicato continuasse a funcionar na situação imposta pelo Directório militar. Isto motivou uma aceda polémica com Indalecio Prieto, contrário a esta colaboração com o regime ditatorial.

### A II República
Com o primeiro governo, provisório, da II República, presidido por Niceto Alcalá-Zamora, em 1931, ostentaria a carteira do Ministério do Trabalho, continuando no cargo, até 1933, nos dois governos seguintes, presididos por Manuel Azaña. Gozaria de grande popularidade entre as massas obreiras, que se viam reflectidas em si e na sua forma de vida austera.
Em 1933 produz-se o triunfo eleitoral da CEDA, ainda que o governo passasse a ser dirigido por Alejandro Lerroux, do Partido Radical, com o apoio da citada formação, e após a regressão que se observa na política social desta coligação, o seu pensamento evolui para posturas mais radicais, começando a falar de «revolução socialista» e a sustentar os fundamentos que dariam lugar, em outubro de 1934, à fracassada revolução, que atingiu grande violência nas Astúrias, e também levou a proclamar o Estado Catalão na Catalunha, e que foi fortemente reprimida pelo general Franco, sob ordens do governo da República. De novo foi julgado, sendo condenado a trinta anos de cárcere, e posto em liberdade pouco depois.
Partidário da aliança entre os diversos sindicatos e partidos obreiros, advogou um pacto com o Partido Comunista e com o sindicato anarquista CNT, o que provocou o seu afrontamento com outros líderes socialistas, nomeadamente com Indalecio Prieto de novo. Este conflito entre os revolucionários caballeristas e os moderados prietistas foi subindo, até ao ponto de Largo Caballero ter chegado a ser alcunhado popularmente de «Lenine espanhol».

## Na Guerra Civil

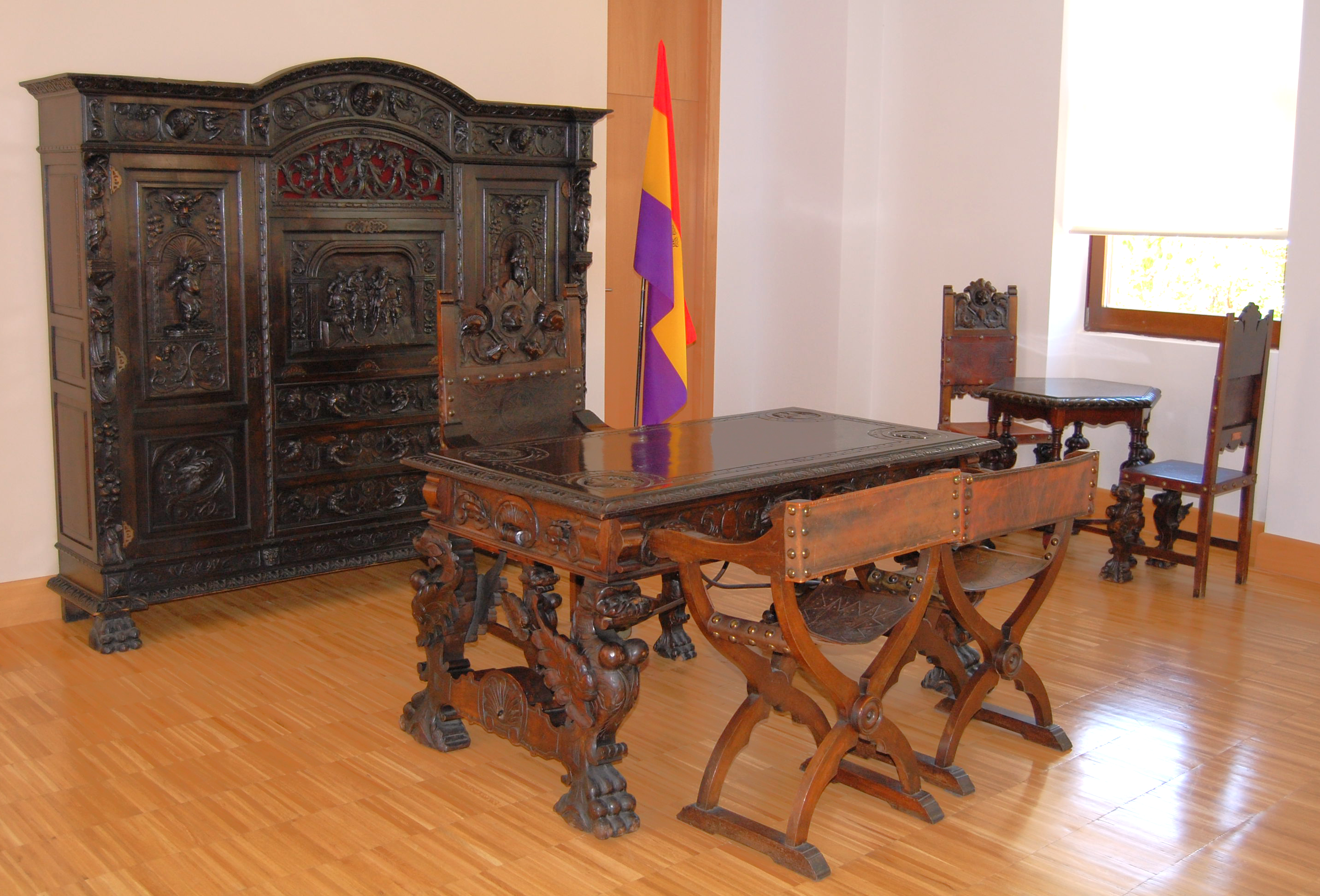
Gabinete de Francisco Largo Caballero, conservado nos Arquivos do Movimento Operário Alcalá de Henares.

Depois da queda do governo de Giral, em 4 de setembro de 1936, já em plena Guerra Civil Espanhola, foi designado chefe do Goberno e ministro da Guerra. A sua maior preocupação, além do curso da contenda, foi tentar manter a disciplina no Exército e a autoridade governamental dentro da zona republicana a qualquer preço. Porém, o descontentamento pelo curso desfavorável da guerra e os  conflitos em Barcelona em maio de 1937, que levaram ao conflito entre o POUM e a CNT, por um lado, e o governo da Generalitat catalã e os comunistas, por outro, que começaram quando a policia tentou tomar o edifício da Telefónica, sob controlo da CNT, e a recusa de Largo Caballero a assinar a ilegalização do POUM sob pressão soviética, foram circunstancias utilizadas pelos socialistas leais a Indalecio Prieto, pelos comunistas do PCE e mais os republicanos de esquerda, com pleno consentimento de Manuel Azaña, como pretexto para provocar uma crise governamental e forçar a sua demissão, sendo substituído à frente do governo pelo doutor Juan Negrín, também socialista.

## No exílio
Em 1939, depois da derrota republicana, exilou-se em França. Em 1940, com a ocupação da França pela Alemanha Nazi foi preso pelas tropas de ocupação e internado no campo de concentração de Sachsenhausen-Oranienburg, onde passou a maior parte da II Guerra Mundial. Libertado no fim desta pelo Exército Vermelho, faleceu no exílio em Paris, sendo trasladados os seus restos mortais a Madrid em 1978, celebrando-se um funeral em sua memória ao que assistiram 500 000 pessoas, convocadas pelas organizações socialistas (PSOE, UGT e GSE). Nesse mesmo ano a UGT criou a fundação que leva o seu nome.